# Demi-dollar commémoratif du tricentenaire du Delaware
Le demi-dollar commémoratif du tricentenaire du Delaware ( (en) Delaware Tercentenary half dollar), aussi connu sous le nom de demi-dollar commémoratif du Delaware suédois ((en) Swedish Delaware half dollar), est un demi-dollar commémoratif frapppé par l'United States Mint pour commémorer le 300e anniversaire de la première colonisation européenne réussie de ce qui est devenu par la suite l'état américain du Delaware. Son revers dépeint le navire suédois Kalmar Nyckel, qui, accompagné du Fågel Grip, a amené les premiers colons suédois en 1638, et son avers dépeint l'Église des anciens Suédois (en), décrite comme étant l'église protestante la plus ancienne des États-Unis encore utilisée comme telle. Alors que les pièces sont datées de 1936 sur l'avers et que le revers porte les dates de 1638 et 1938, la frappe des pièces a eu lieu en 1937.
La loi autorisant la création de la pièce fut proposée au Congrès américain au début de l'année 1936. Malgré l'absence d’opposition, la loi fut amendée de sorte à protéger les collectionneurs en cas d’abus. Une fois la pièce autorisée, la commission du tricentenaire du Delaware suédois (DSTC) lança un concours pour le dessin de la pièce, jugé par John R. Sinnock, graveur en chef de l'US Mint, et par le sculpteur Robert Tait McKenzie. Ce concours fut gagné par Carl L. Schmitz.
Les pièces furent frappées à la Monnaie de Philadelphie en mars 1937, puis vendues au public par la DSTC pour 1,75 $ pièce. Parmi les 25 000 pièces frappées pour la vente, 20 978 furent vendues, et le revenu fut utilisé pour financer les célébrations du tricentenaire. Aujourd'hui, cette pièce se vend pour quelques centaines de dollars, mais certains specimens exceptionnels ont atteint des prix plus élevés.

## Contexte
La première tentative d'installation européenne dans le Delaware actuel eut lieu en 1631 près de Lewes ; la colonie naissante (en) fut détruite par des Amérindiens des tribus Lenapes et Nanticoke. Les Suédois arrivent en 1638 avec deux navires, le Kalmar Nyckel et le Fågel Grip commandés par Pierre Minuit, qui avait gagné la gloire en achetant l'île de Manhattan en 1626 mais licencié par les Néerlandais. Ils s'installent au site actuel de Wilmington. La colonie de Nouvelle-Suède, envoyée pour tirer profit du commerce de fourrures, se trouvait sur des terres revendiquées par les Néerlandais du New Jersey et les Anglais du Maryland, qui furent les principaux adversaires des Suédois durant les années suivantes. Les conflits intermittents furent interrompus par l'arrivée d'une flotte néerlandaise en 1655. Cependant, en 1664, les Anglais conquièrent la Nouvelle-Néerlande, et en 1682, le Delaware est accordé à William Penn, déjà propriétaire de la Pennsylvanie à laquelle il a donné son nom. Le Delaware devint une des Treize Colonies et fut le premier État à ratifier la Constitution des États-Unis en 1787.
Jusque 1954, l'ensemble des pièces commémoratives frappées par la Monnaie des États-Unis était vendu pour sa valeur faciale à un groupe nommé par le Congrès dans la loi autorisant l'émission de la pièce, qui essayait ensuite de vendre les pièces au public et d’en tirer profit. Lesdites pièces entraient ensuite sur le marché secondaire, et en 1936 toutes les pièces commémoratives avaient une valeur de marché supérieure à leur valeur faciale. Les profits issus de la collecte et de la revente de pièces apparaissant simples, de nombreuses personnes furent atirées vers la numismatique, voulant acheter les nouvelles pièces. Le marché grandissant mena à la multiplication des propositions de pièces commémoratives au Congrès. À la différence d'autres pièces commémoratives de l'époque, la raison principale pour laquelle le demi-dollar commémoratif du tricentenaire du Delaware a été frappé n'était pas la recherche du profit ; les autorités voulaient commémorer le tricentenaire de la première occupation du premier État. L'organisation désignée pour être le premier acheteur de ces demi-dollars fut la DSTC.

## Législation
Une résolution commune autorisant la production de 20 000 demi-dollars commémorant le 300e anniversaire du premier établissement européen permanent fut introduite au Sénat des États-Unis par le sénateur Joseph F. Guffey de Pennsylvanie le 4 mars 1936. Elle fut transmise au Comité de la Banque et de la Monnaie (Committee on Banking and Currency) et faisait partie de plusieurs propositions de loi relatives à la création de pièces commémoratives présentées le 11 mars à un sous-comité mené par Alva B. Adams du Colorado.
Adams avait entendu parler des abus relatifs aux pièces commémoratives ayant eu lieu durant les années précédentes, dans lesquels les décideurs faisaient frapper la même pièce dans plusieurs bureaux de la Monnaie, chacun apposant sa propre marque sur les pièces sortant de ses ateliers. Lyman W. Hoffecker, un marchand de pièces et haut placé dans l'American Numismatic Association, témoigna devant le sous-comité que plusieurs pièces, dont le demi-dollar commémoratif de la piste de l'Oregon, frappé pour la première fois en 1926, avaient été frappées portant des années différentes et des marques de bureau différentes. Certaines variétés avaient été monopolisées et d'autres se vendaient à prix d'or. Les collectionneurs, désirant maintenir à jour leurs collections, voulaient que cette multiplicité de variétés s'arrête et que les prix des pièces suivantes ne soit pas artificiellement enflé par de telles pratiques.
La loi fut présentée au Sénat et votée le 27 mars, avant d’être envoyée à la Chambre des représentants, qui y ajouta un amendement fixant le nombre minimum de pièces frappées à 25 000. Elle fut votée sous cette forme le 30 avril, puis renvoyée au Sénat, qui valida la loi le 4 mai. Elle fut promulguée par le Président Franklin Delano Roosevelt le 15 mai. La frappe ne pouvait avoir lieu que dans un seul atelier monétaire (qui sera celui de Philadelphie), toutes les pièces devant être datées de 1936 et devant être mises en circulation avant le 15 mai 1937, un an après la signature de la loi par le Président.

## Préparation
Le 18 mai 1936, le secrétaire général de la DSTC, George Ryden, écrit à la Directrice assistante de la Monnaie, Mary O'Reilly, déclarant que la commission pourrait commander jusque 50 000 pièces en deux tranches de 25 000, et l'informant que la DSTC prévoyait de choisir le dessin de la pièce grâce à un concours ouvert à tous. Cette façon de procéder n'était pas habituelle pour la production de pièces commémoratives, la plupart des comités choisissant un artiste ou demandant à la Monnaie d’en recommander un. La compétition fut jugées par trois membres de la commission, auxquels furent ajoutés les sculpteurs John R. Sinnock, graveur en chef de la Monnaie, et Robert Tait McKenzie. 38 participants proposèrent leurs dessins, espérant remporter le prix de 500 $. L'Américan d’origine franco-allemande Carl L. Schmitz fut choisi comme vainqueur.
Le dessin fut envoyé à la Commission des beaux-arts des États-Unis (CFA), chargée depuis un Executive order du président Warren G. Harding daté de 1921 de donner une opinion consultatoire sur tous les ouvrages d’art publics, y compris la monnaie, et le 5 novembre 1936, des copies furent envoyées à son membre-sculpteur Lee Lawrie. Celui-ci répondit le 9 novembre que « Ces modèles semblent être créés par quelqu'un qui comprend notre métier. Ils sont excellents ». La CFA rendit son verdict final d’approbation le 14 décembre 1936, après l'exécution par Schmitz d’une légère modification du dessin de l'église, à des fins de clarté. Les épreuves finales furent réduites à la taille de coins par la Medallic Art Company.

## Dessin
Les documents de la Monnaie considèrent le côté comportant l'église comme l'avers alors que la DSTC le considère comme le revers ; l'auteur numismate Q. David Bowers écrit que les collectionneurs s'accordent en général à l'avis de la Monnaie, même si Anthony Swiatek note des dissensions dans son volume de 2012 sur l'histoire des pièces commémoratives. 
Consacrée en 1699, l'église des anciens Suédois a été décrite comme la plus ancienne église protestante des États-Unis encore utilisée de cette manière. Elle est présente à l'avers de la pièce. Swiatek et Walter Breen, dans leur volume de 1981, notent que l'église n'apparaît pas sur la pièce sous sa forme originale, mais qu'un beffroi ajouté en 1801 y est présent. Le Soleil darde ses rayons au-dessus de l'église, perçant les nuages ; Swiatek et Breen ont suggéré que cette représentation symbolise la protection divine face à l'adversité. L'année 1936 apparaît, comme requis par la loi d’autorisation, et entre les deux éléments se trouve la devise In God We Trust. Autour de la pièce se trouvent la mention United States of America et la dénomination half dollar.
Au revers, la pièce dépeint le Kalmar Nyckel ; le dessin est basé sur une reproduction suédoise du navire au Marinmuseum. Les initiales de l'artiste se trouvent à la droite du navire. Sous les vagues se trouvent les mentions Liberty et E pluribus unum, ainsi que les dates d’anniversaire. La mention Delaware tercentenary entoure la face, séparée des dates d’anniversaire par trois diamants symbolisant l'État, composé de trois comtés.

## Distribution
25 015 pièces furent frappées au total en mars 1937 à l'atelier de Philadelphie, incluant 15 pièces réservées pour examen de leur qualité lors du congrès annuel de la Commission d'analyse des États-Unis. Les pièces furent vendues au prix unitaire de 1,75 $ par la DSTC. Les pièces précommandées furent distribuées dans le courant de mars et avril. Des 25 000 pièces frappées pour la vente, 4 022 restèrent invendues et furent rendues à la Monnaie pour être fondues.
Les fonds levés par ces ventes servirent à financer les célébrations de l'anniversaire en Suède et aux États-Unis en 1938. La Suède émit aussi une pièce commémorative pour l'évènement, de valeur faciale 2 couronnes et représentant le Kalmar Nyckel. Celles-ci furent frappées à plus grande échelle (508 815 exemplaires) et furent importées aux États-Unis.
Dès 1950, le cours du demi-dollar commémoratif était monté à 2,50 $ ; aujourd'hui une telle pièce se vend typiquement pour 350 $, même si deux exemplaires exceptionnels ont dépassé les 7 000 $ pièce en 2008 et 2011.